# はてな劇場
『はてな劇場』（はてなげきじょう）は、1957年7月4日から1961年3月28日までNHKテレビ → NHK総合テレビで放送されていた教養番組である。1957年10月3日までは『科学コント はてな劇場』と題して放送されていた。

## 概要
前番組『空飛ぶ机』から続く子供向け科学番組の第2弾。
番組は、「はてなのおねえさん」役の黒柳徹子とスタジオにいる子供たちの掛け合いで進行。各回でテーマにした科学現象を、解説映像を使いながら子供たちに問いかけ、考えさせていた。

## 放送時間
いずれも日本標準時。
- 木曜 18:10 - 18:40 （1957年7月4日 - 1959年4月2日）
- 木曜 18:07 - 18:35 （1959年4月9日 - 1960年3月31日）
- 火曜 18:00 - 18:30 （1960年4月5日 - 1961年3月28日）

## 出演者
- はてなのおねえさん：黒柳徹子
- 先生：砂村秀治
- 助手：恒松龍兵
- 平凡太郎
- 島田妙子
- 荒川潮
- 和田桂一郎
- 須田哲夫
- 黒江悠久
- 鈴木善夫
- 八木光生
- 天地総子
- 坂本新兵
- 吉田悦子
- 大竹宏
- 川久保潔
- 岩本紀子 （1960年8月9日 - 12月27日）
- 劇団こまどり

## スタッフ
- 構成：前田武彦、毛利伊津夫
- 音楽：齋藤英美